# Compuesto de cuatro cubos
| Compuesto de cuatro cubos               | Compuesto de cuatro cubos         |
| --------------------------------------- | --------------------------------- |
| (Animación)                             |                                   |
| Tipo                                    | Compuesto                         |
| Envolvente convexa                      | Forma achaflanada                 |
| Poliedros                               | 4 cubos                           |
| Caras                                   | 32 cuadrados                      |
| Aristas                                 | 48                                |
| Vértices                                | 32 (8 + 24)                       |
| Grupo de simetría                       | Octaédrico (Oh)                   |
| Subgrupo restringido a un solo elemento | Antiprismático de 3 lóbulos (D3d) |

El compuesto de cuatro cubos o compuesto de Bakos es un poliedro compuesto caras-transitivo formado por cuatro cubos con simetría octaédrica. Es el dual del compuesto de cuatro octaedros. Su superficie es de 687/77 veces el cuadrado de la arista.
Sus coordenadas cartesianas son (±3, ±3, ±3) y las permutaciones de (±5, ±1, ±1).
| Vistas desde los ejes de simetría de 2, 3 y 4 lóbulos |

## Extensión en un quinto cubo
Los ocho vértices de los ejes de simetría triple pueden verse como los vértices de un quinto cubo del mismo tamaño.
En referencia a las imágenes que figuran a continuación, los cuatro cubos originales aparecen coloreados y el nuevo se muestra en color negro. Cada cubo de color tiene dos vértices opuestos en un eje de simetría triple, que se comparten con el cubo negro (en la imagen se ven los dos vértices triples del cubo verde). Los seis vértices restantes de cada cubo de color corresponden a las caras del cubo negro. Este compuesto comparte estas propiedades con el compuesto de cinco cubos (relacionado con el dodecaedro), en el que se puede transformar girando los cubos de colores sobre sus ejes de triple simetría.
| Extensión (véase animación) y su transición al compuesto icosaédrico |